# سبنسر يلدينغ
سبنسر يلدينغ (بالإنجليزية: Spencer Wilding)‏ هو ممثل فرنسي، ولد في 26 يوليو 1972 في المملكة المتحدة.

## أعمال

### أفلام
- (2007) ستاردست
- (2012) راث أوف ذا تايتنز[5][6][7]
- (2013) لا تتراجع أبدا
- (2014) حراس المجرة[8][9][10][11][12]
- (2015) بان[13][14][15][16]
- (2015) صعود جوبيتر[17][18][19]

## وصلات خارجية
- سبنسر يلدينغ على موقع IMDb (الإنجليزية)
- سبنسر يلدينغ على موقع قاعدة بيانات الفيلم (الإنجليزية)